# Pavel Martínek
Pavel Martínek (* 27. Oktober 1962 in Louny) ist ein ehemaliger tschechoslowakischer Radrennfahrer und nationaler Meister im Radsport.

## Sportliche Laufbahn
Martínek wurde von 1980 bis 1982 bei den UCI-Bahn-Weltmeisterschaften Sieger im Tandemrennen. 1983 gewann er die Silbermedaille hinter Franck Dépine und Philippe Vernet. Sein Partner war Ivan Kučírek.
Meister der Tschechoslowakei auf dem Tandem wurde er 1980 bis 1983, ebenfalls mit Kučírek, der auf dem Tandem sein Standardpartner war. 1983 gewann er den Großen Preis von Büttgen im Sprint.   